# Alfons Maria Buchholz
Alfons Maria Buchholz (ur. 18 grudnia 1874 w Knopinie k. Dobrego Miasta, zm. 1 lipca 1957 w Gerlachsheim) – niemiecki ksiądz katolicki, kanonik warmiński, prałat, zasłużony dla miast Kętrzyna i Lidzbarka Warmińskiego.

## Życiorys

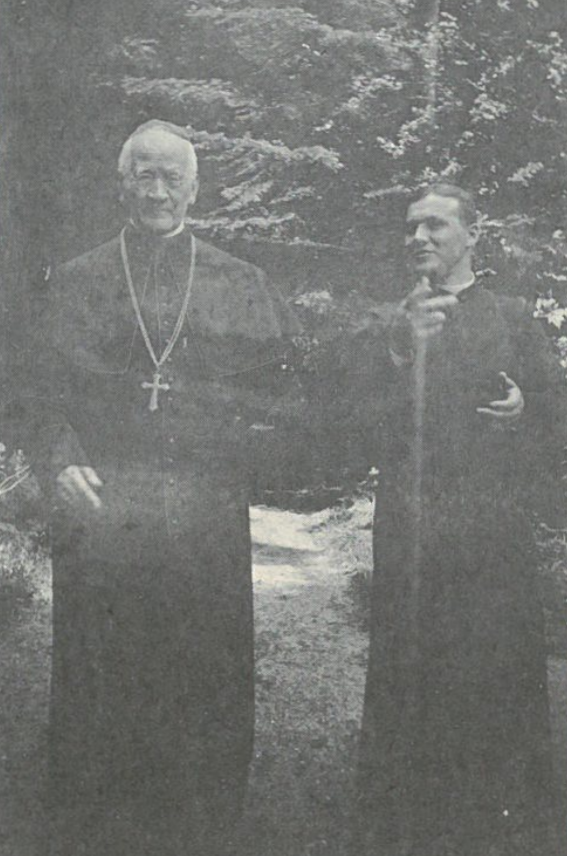
Ks. Buchholz i bp Thiel (ok. 1903)

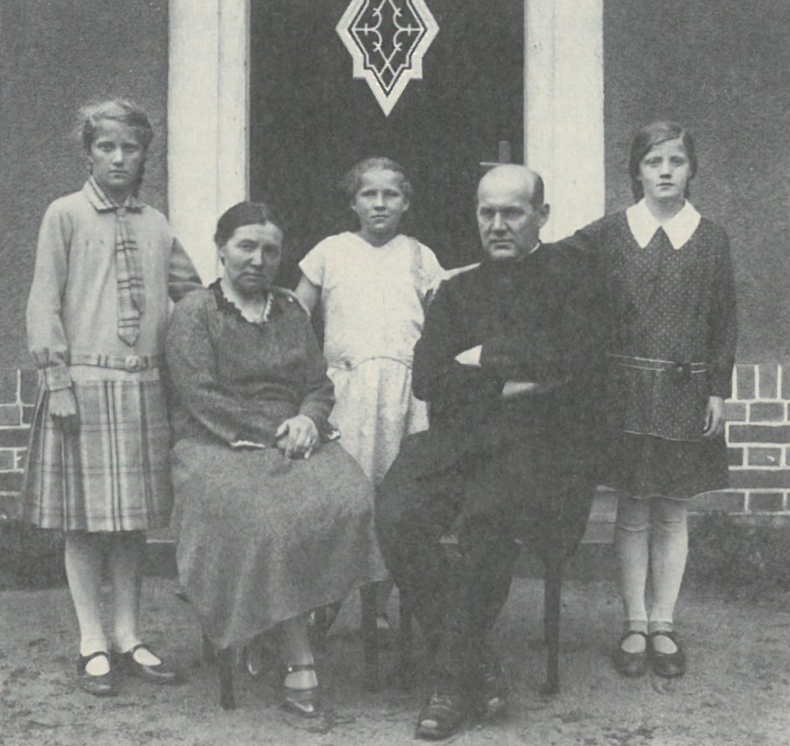
Ks. Buchholz z siostrą Elisabeth przed domem seniora w Lidzbarku Warmińskim

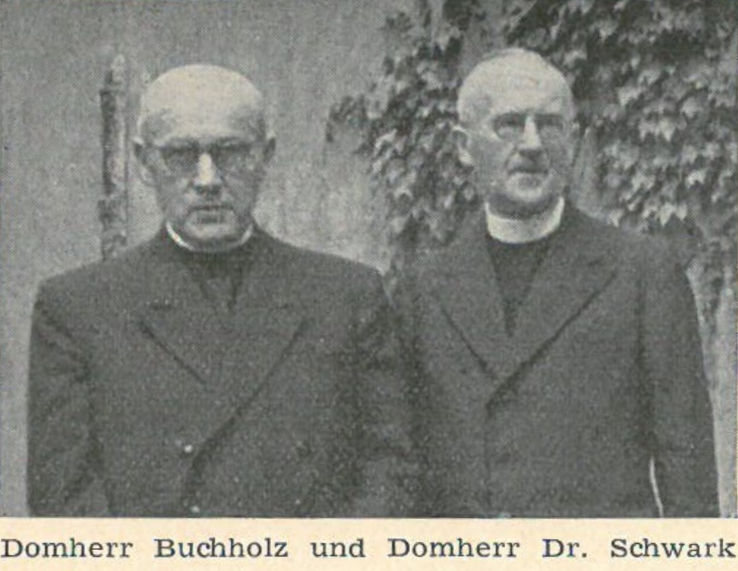
Kanonicy Buchholz i Schwark

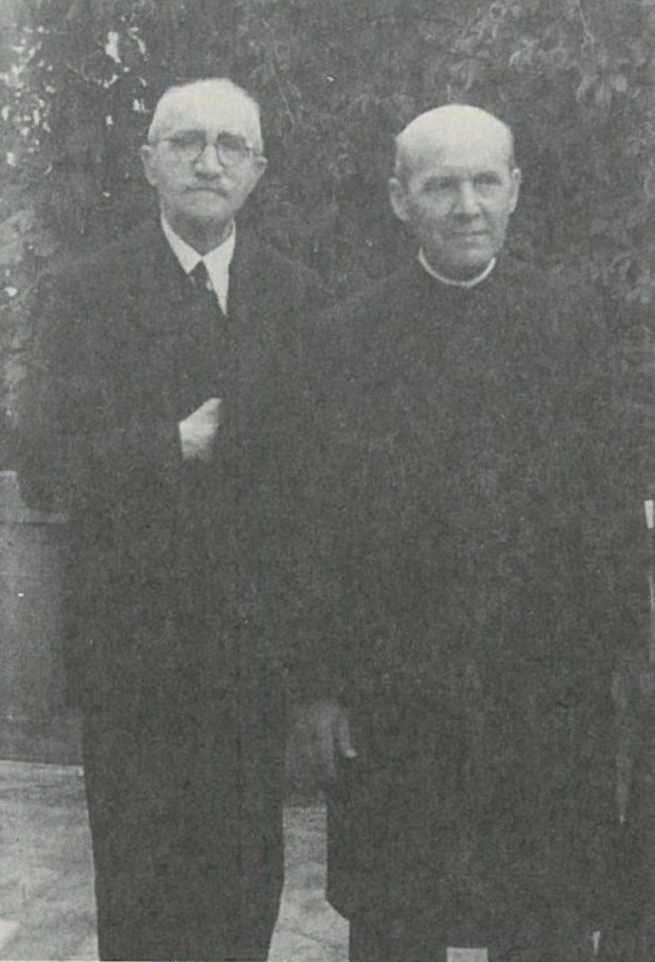
Ks. Buchholz z bratem na 50-leciu kapłaństwa (19.06.1949)

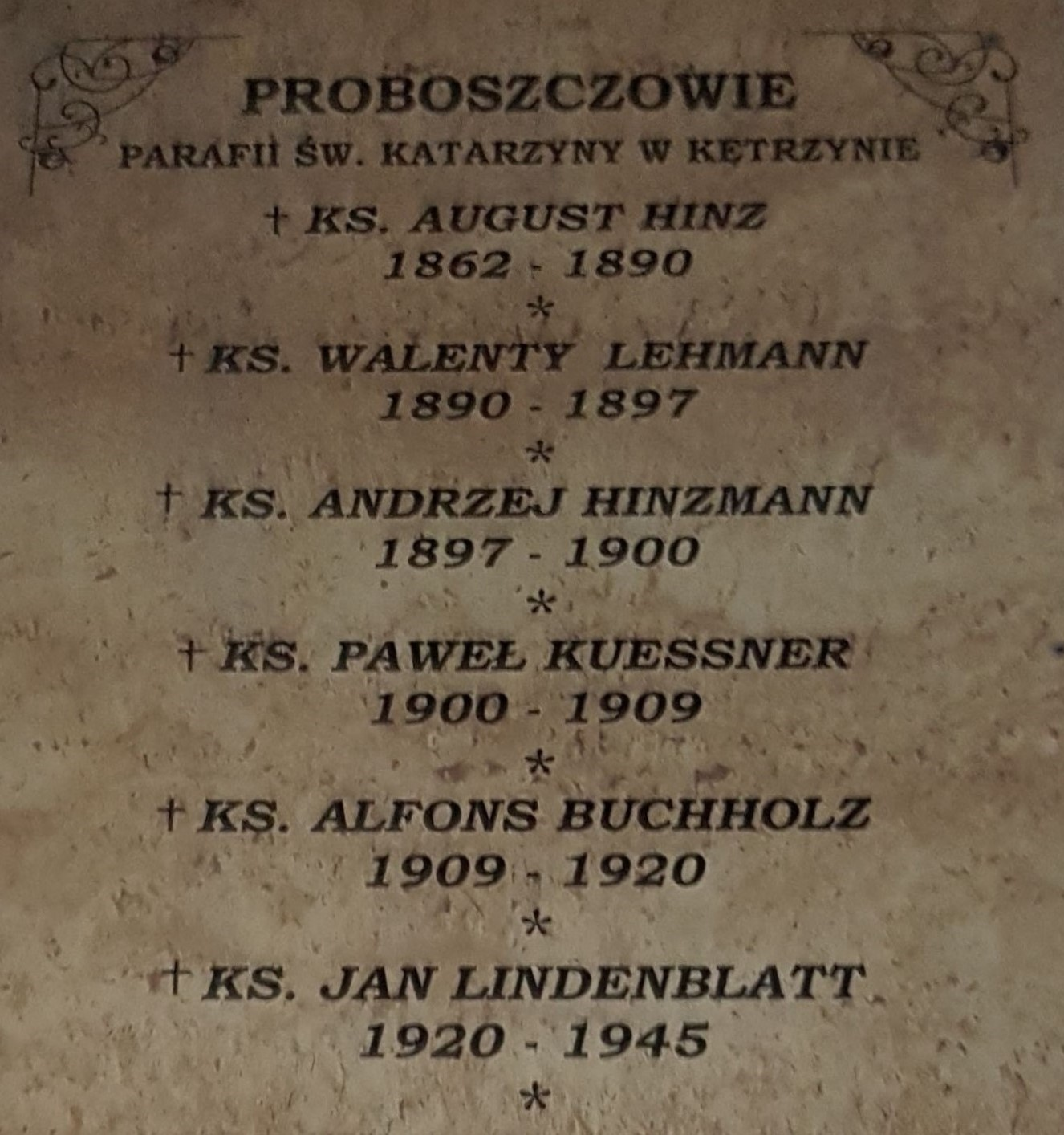
Tabica w kościele św. Katarzyny w Kętrzynie

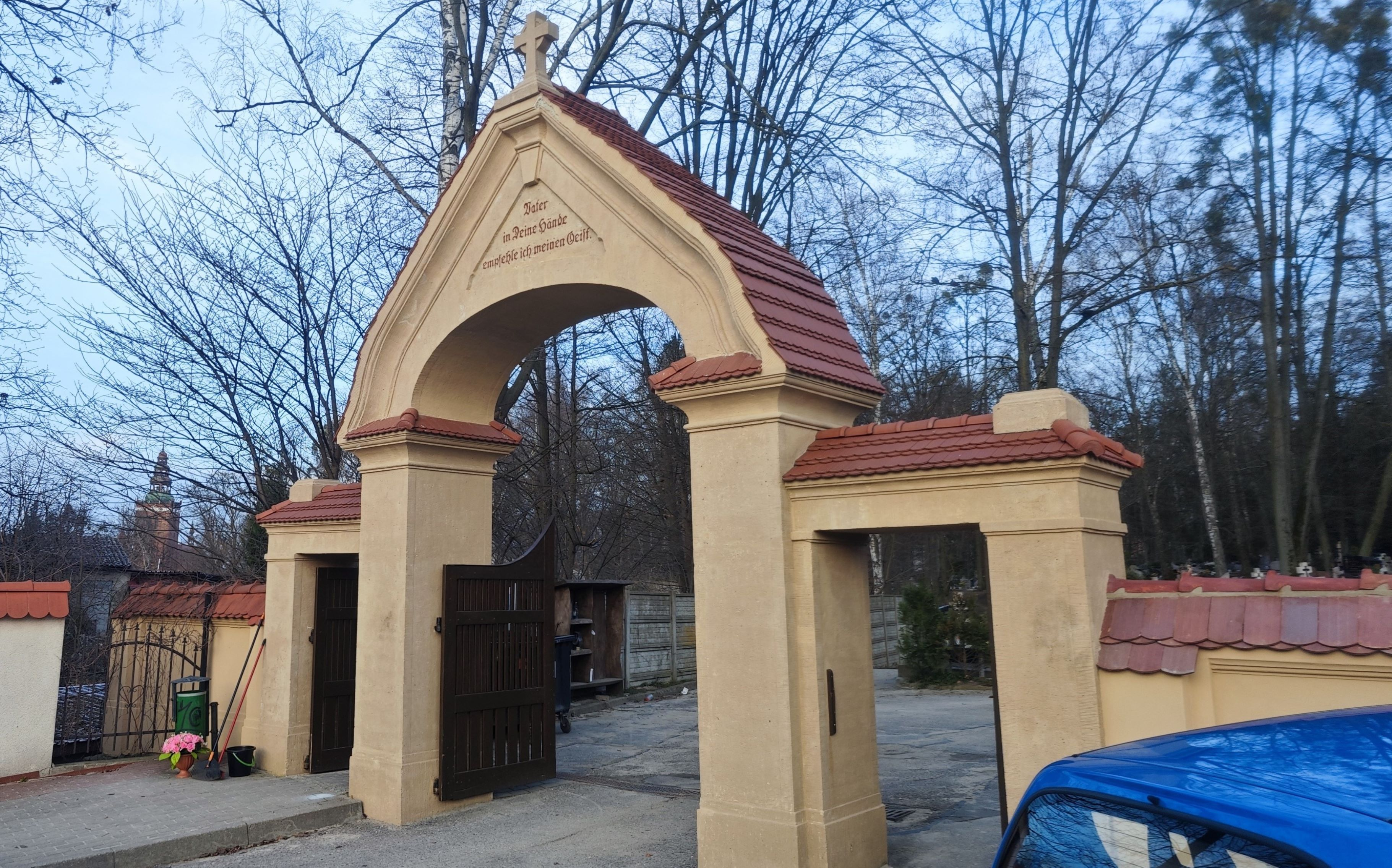
Cmentarz utworzony w 1925 z inicjatywy ks. Buchholza

Urodził się w małej wsi Knopin w powiecie olsztyńskim. Jego ojciec Johann (1840–1915) poślubił w 1869 córkę wolnego właściciela ziemskiego (Kölmer), Pauline Poetsch (1844–1899). Z małżeństwa urodziło się jedenaścioro dzieci, Alfons Maria był czwartym dzieckiem z kolei. Kształcił się w braniewskim gimnazjum, które ukończył na wiosnę 1895, uzyskując świadectwo dojrzałości. Po maturze wstąpił, również w Braniewie, do seminarium duchownego. Po jego ukończeniu przyjął 11 czerwca 1899 święcenia kapłańskie w katedrze we Fromborku z rąk biskupa Andreasa Thiela. Po święceniach posługiwał jako wikariusz w Nowym Stawie, następnie, od 5 kwietnia 1900, w Królewcu. 6 listopada 1902 został mianowany kapelanem biskupa warmińskiego Andreasa Thiela. Po śmierci biskupa Thiela studiował przez jeden semestr, w semestrze zimowym 1908/1909, na Uniwersytecie w Monachium. Od 27 marca 1909 był tymczasowo komendariuszem parafii w Chruścielu. 31 lipca 1909 został mianowany administratorem parafii św. Katarzyny w Kętrzynie. 15 października 1910 został proboszczem tejże parafii.
Podczas pracy duszpasterskiej w Kętrzynie Buchholza zapamiętano jego gorliwość w opiece religijnej na parafianami, odmalowanie i uzupełnienie wystroju kościoła św. Katarzyny (m.in. założył ogrzewanie kościoła oraz nowe kute, żelazne drzwi do świątyni), za założenie katolickiej przychodni pielęgniarskiej, zbudowanie kaplicy w Węgorzewie, zaangażowanie społeczne, organizowanie datków na pomoc dla żołnierzy z Kętrzyna walczących na wojnie.
W roku 1920 ks. Buchholz został mianowany, jako następca ks. Spannenkrebsa, proboszczem parafii św. Piotra i Pawła w Lidzbarku Warmińskim. Z jego inicjatywy utworzono w 1925 roku na terenie dawnych ogrodów biskupich cmentarz (współcześnie komunalny) oraz wzniesiono dom dla seniorów (obecny urząd gminy). Ponadto zainicjował utworzenie 31 marca 1925 Związku Odbudowy Zamku (Schloßbauverein), który w latach 1928–1944 przeprowadzał remont zamku biskupiego.
Po objęciu rządów przez narodowych socjalistów w 1933 roku, Buchholz szybko popadł w ostry konflikt z nową władzą. Pod koniec 1935 został wydalony z diecezji. Za pośrednictwem biskupa Kallera gestapo uchyliło wydalenie. Ostateczne wydalenie proboszcza Buchholza nastąpiło w związku z wydarzeniami podczas procesji Bożego Ciała w Lidzbarku Warmińskim w 1937 roku. Wydarzenia te zapisały się w historii miasta jako „walka o flagi”, podczas których doszło do ataku bojówek SA na procesję. Naziści ustanowili zakaz używania symboli religijnych na Warmii, jednak podczas procesji Bożego Ciała 27 maja 1937 wydali zezwolenie na wyniesienie z kościoła chorągwi. W czasie procesji oddział szturmowy SA zaatakował orszak. Chorągwie kościelne zostały przekazane policji, która oddała je do ratusza miejskiego. Rozgniewany tłum mieszkańców przeszedł pod ratusz, żądając wydania zajętych chorągwi. Chociaż ks. Buchholz wyszedł do protestujących, uspokoił tłum i przekonał do rozejścia się do domów, naziści wykorzystali to zajście przeciw księdzu. Uznali go już wcześniej za groźnego dla władzy, gdyż odciągał młodzież od Hitlerjugend, a dorosłych – od organizacji nazistowskich i NSDAP.
Został skazany (w grupie 3 kapłanów i 6 osób świeckich). Przebywał w więzieniu w Sztumie. 3 kwietnia 1939, po 22 miesiącach pobytu w więzieniu, został warunkowo zwolniony. Musiał jednak zrzec się swojej kanonii we Fromborku (którą otrzymał w 1937) i opuścić Prusy Wschodnie. Jego następcą w Lidzbarku Warmińskim został mianowany ks. Wilhelm Thater, który zginął w 1945 roku.
Przeniósł się do Wrocławia, gdzie zamieszkał u brata. Objął opiekę duszpasterską w Szpitalu św. Jerzego. Tam przebywał przez całą wojnę aż do zdobycia Wrocławia przez Sowietów. W okresie oblężenia miasta dokumentował najważniejsze wydarzenia w „Chronik des St. Georgs-Krankenhauses über die Belagerung Breslau vom 18. Januar bis 6. Mai 1945”.
18 kwietnia 1947 został przez polskie władze wydalony z kraju. Wyjechał do miejscowości Miltenberg w Bawarii, gdzie przez prawie dziesięć lat posługiwał jako duszpasterz w domu spokojnej starości, a później również w nowej parafii Miltenberg-Nord. Ze względu na zły stan zdrowia w 1956 roku przeszedł na emeryturę. Zamieszkał w domu spokojnej starości w Gerlasheim. Zmarł tam 1 lipca 1957, pochowano go 4 lipca tamże. Drewniany krzyż nagrobny z Chrystusem ukrzyżowanym wykonał znany lidzbarski rzeźbiarz Michael Lipow (1890–1983).
Otrzymał godność prałata.

## Upamiętnienie

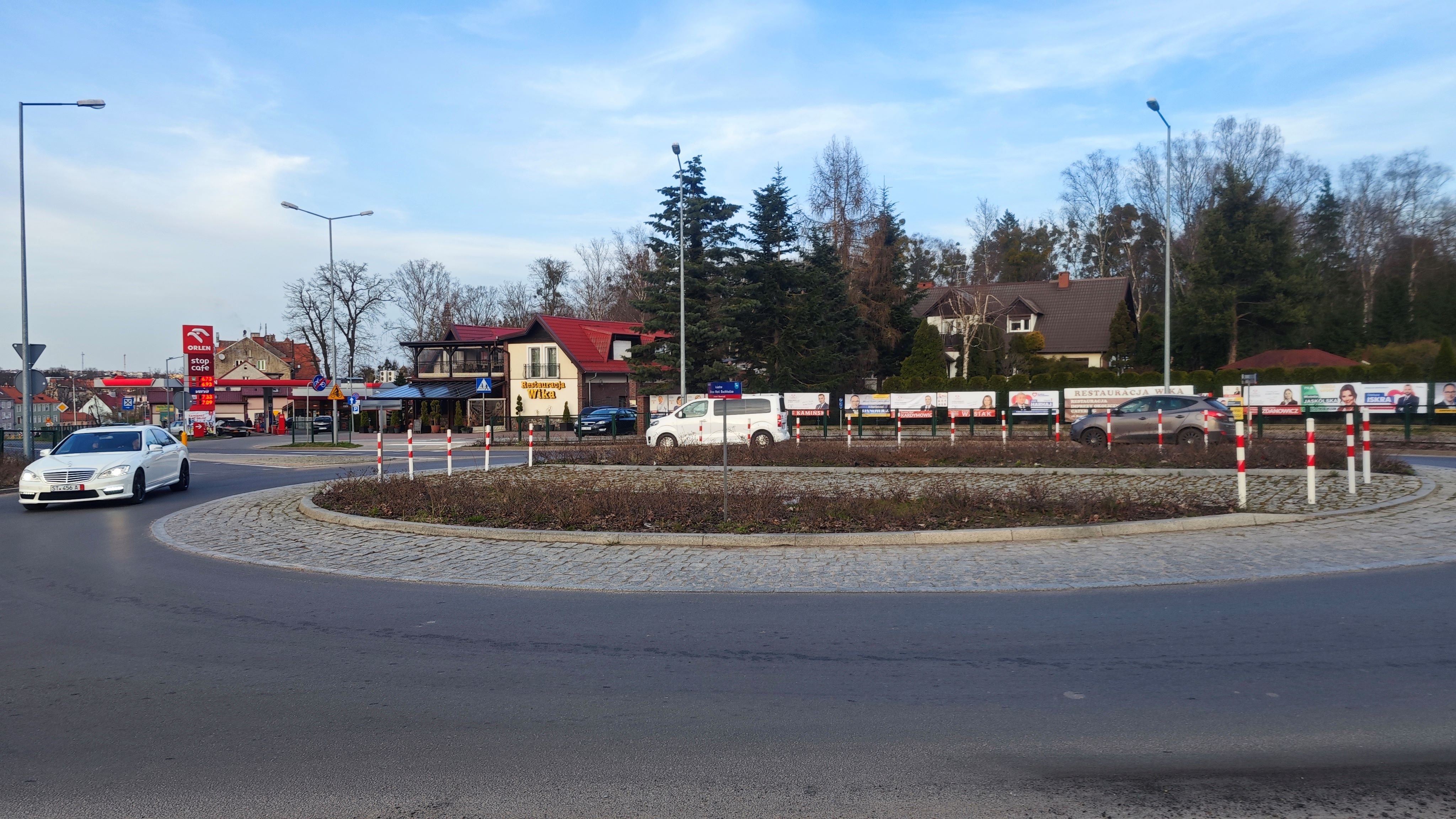
Rondo im. ks. Buchholza w Lidzbarku Warmińskim

24 września 2020 roku, z inicjatywy Stowarzyszenia Mniejszości Niemieckiej „Warmia”, rondo u zbiegu ulic Olsztyńskiej i Kopernika w Lidzbarku Warmińskim otrzymało imię Alfonsa Marii Buchholza.